# The Bachelor (film)
The Bachelor is een Amerikaanse romantische komedie uit 1999 van Gary Sinyor met in de hoofdrollen Chris O'Donnell en Renée Zellweger. De film is een nieuwe versie van de in 1925 uitgebrachte film Seven Chances.

## Verhaal
Jimmie (Chris O'Donnell) is de ideale vrijgezel, een buitengewoon knappe vent met een notitieboekje vol met telefoonnummers van aantrekkelijke vrouwen. Maar wanneer hij Anne (Renée Zellweger) ontmoet, weet hij dat hij de ware liefde heeft gevonden. Dan krijgt hij te horen dat hij 100 miljoen dollar heeft geërfd. Jimmie zal het geld echter alleen krijgen als hij vóór zijn dertigste verjaardag trouwt, en dat is helaas binnen 24 uur al. Jimmie vraagt al snel Anne ten huwelijk. Maar hij verknalt het en ze vlucht weg. Jimmie gaat het dan maar proberen bij zijn exen.

## Rolverdeling
| Acteur          | Personage                | Opmerkingen                       |
| --------------- | ------------------------ | --------------------------------- |
| Chris O'Donnell | Jimmie Shannon           |                                   |
| Renée Zellweger | Anne Arden               |                                   |
| Artie Lange     | Marco                    |                                   |
| Edward Asner    | Sid Gluckman             |                                   |
| Hal Holbrook    | Roy O'Dell               |                                   |
| Marley Shelton  | Natalie Arden            |                                   |
| James Cromwell  | De priester              |                                   |
| Peter Ustinov   | Grootvader James Shannon |                                   |
| Stacy Edwards   | Zoe                      | ex van Jimmie, huwelijkskandidate |
| Brooke Shields  | Buckley                  | ex van Jimmie, huwelijkskandidate |